# Скопецький Василь Васильович
Василь Васильович Скопецький (16 червня 1944, Кугаївці — 4 вересня 2010) — український кібернетик, член-кореспондент НАН України, доктор фізико-математичних наук, професор, лауреат Державної премії України в галузі науки і техніки (1999, 2005).

## Життєпис
1962-67 — студент механіко-математичний факультет Київського національного університету імені Тараса Шевченка. У 1971-74 — аспірант кафедри кафедрі обчислювальної Київського національного університету імені Тараса Шевченка, факультет кібернетики.
З 1974 — співробітник Інституту кібернетики імені В. М. Глушкова НАН України: молодший науковий співробітник, з 1976 р. — старший науковий співробітник, з 1981 — завідувач відділу «Математичного моделювання проблем екології та енергетики».
У 1974 році захистив кандидатську дисертацію «Розв'язування задач фільтрації в неоднорідних середовищах» (керівник — академік АН УРСР Іван Ляшко), у 1990 р. — докторську дисертацію «Автоматизація розрахунків фізичних полів у неоднорідних середовищах» (науковий консультант — академік АН УРСР Іван Сергієнко).
14 квітня 1995 р. обраний членом-кореспондентом НАН України зі спеціальності «Інформатика та обчислювальні системи».
Під керівництвом В. В. Скопецького захищено 16 кандидатських та 3 докторські дисертації.

## Наукові інтереси
- автоматизація розрахунку складних задач фізики і техніки
- математичне моделювання і дослідження процесів у неоднорідних середовищах
- розробка чисельно-аналітичних методів прикладної математики

## Науковий доробок
Автор понад 300 наукових праць, з них 20 монографій та навчальних посібників.